# Roberto Coll Vinent
Roberto Coll Vinent (Alaior, Menorca, 9 d'octubre de 1924 - Barcelona, 1 de gener de 2018) fou catedràtic, escriptor, redactor i director de diaris, professor d'ESADE i fundador de NovoEstudio, doctor en Dret, Periodisme, i diplomat en Psicologia. Va ser conegut per la seva àmplia bibliografia, ja que va publicar més de deu llibres. És considerat un expert en ciències de la comunicació, la informació i la documentació. Per les seves classes van passat més de 5.000 alumnes. Va tenir una llarga trajectòria i experiència en l'àmbit de l'ensenyament.